# Franco, Ciccio et les Veuves joyeuses
Pour plus de détails, voir Fiche technique et Distribution.
Franco, Ciccio et les Veuves joyeuses (Franco, Ciccio e le vedove allegre) est une comédie italienne  avec Franco et Ciccio réalisée par Marino Girolami et sortie en 1968.
Le film est scindé en trois sketches présentés par un commentaire de Lucio Dalla, qui chante également deux de ses chansons : sur le générique de début E dire che ti amo et Il cielo pendant le troisième sketch.

## Synopsis
La nostra signora
Franco et Ciccio se retrouvent mariés à la même femme, ils sont donc obligés d'alterner les jours en tant que maris.
Una povera vedova
Pour toucher son héritage, une veuve doit avoir un fils, et elle va se battre pour l'avoir...
La vedova del nonno
La jeune veuve d'un vieil homme italo-américain part en Sicile afin de rencontrer son petit-fils inconnu. Ce scénario est très proche de celui du film Ah mon petit puceau (1975), réalisé par Girolami lui-même.

## Fiche technique
- Titre original italien : Franco, Ciccio e le vedove allegre[1]
- Titre français : Franco, Ciccio et les Veuves joyeuses ou Nuits chaudes et gaies[2]
- Réalisation : Marino Girolami
- Scenario : Roberto Gianviti (it), Amedeo Sollazzo (it)
- Photographie :	Alberto Fusi
- Montage : Antonietta Zita (it)
- Musique : Carlo Savina, Lucio Dalla
- Décors : Luciano Gregoretti, Nicola Tamburro
- Costumes : Maria Luisa Panaro
- Production : Marino Girolami
- Société de production : Circus Film
- Pays de production :  Italie
- Langue originale : italien
- Format : Couleur par Eastmancolor - 2,35:1 - Son mono - 35 mm
- Durée : 96 minutes
- Genre : Comédie
- Dates de sortie :
  - Italie : 13 avril 1968

## Distribution

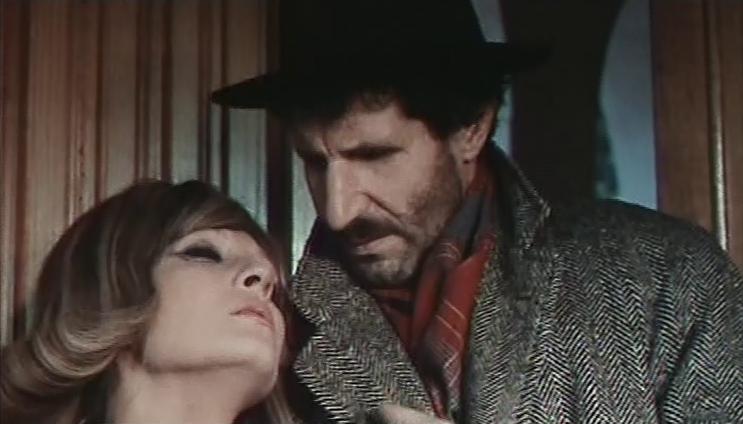
Rossella Como et Ciccio Ingrassia.

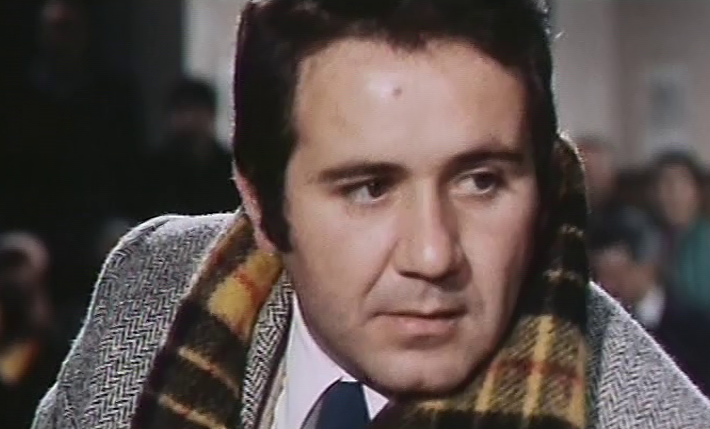
.

- Franco Franchi : Franco Marelli / Salvatore Pollara
- Ciccio Ingrassia : Ciccio Fulgenzi/Oreste
- Dominique Boschero : Celestina
- Nino Taranto : sacristain
- Enzo Andronico : Juge
- Rossella Como : Mara
- Carlo Pisacane : ouvreur
- Giampiero Littera (it) : Camillo
- Alfredo Adami (it) : Augusto, le pharmacien
- Gabriele Antonini : Maurizio
- Margaret Lee : Daisy Smith Peliconi, la grand-mère américaine
- Lucio Dalla : narrateur ; lui-même
- Raimondo Vianello : Gianni Peliconi
- Adriana Facchetti : femme de Gianni Peliconi
- Silvio Bagolini : Avocat